# ربما الفرح
ربما فرح ديوان شعري للكاتب البرتغالي جوزيه ساراماغو الحاصل على جائزة نوبل في الآداب، صدر سنة 1970 عن دار النشر "ليفروس أوريزونتي". يضم هذا العمل مجموعة من القصائد التي كُتبت خلال الفترة من عام 1966 إلى عام 1970، ويأتي بعد ديوانه السابق القصائد الممكنة، مما يجعله امتدادًا لمرحلة ساراماغو الشعرية المبكرة، التي سبقت تحوله الكامل إلى الكتابة الروائية.
بعد صدور هذا الديوان، توقّف جوزيه ساراماغو عن كتابة الشعر. وقد علّق على ذلك بقوله: "لم تكن لديّ أوهام بشأن شعري؛ فهو نقي وصادق، وربما كان، في وقتٍ ما، أكثر من ذلك. لكني لا أظن أن التاريخ سيخلّدني كشاعر. وإذا حدث أن تمّ تخليدي، فسيكون كروائي كتب أيضًا بعض القصائد".

## ارتباطات
يرتبط ديوان ربما فرح لجوزيه ساراماغو بتوجهات حركة الشعر 61 (61 Poesia) البرتغالية من حيث الأسلوب والمضمون، إذ يتبنى إجراءات مثل التكرار والإيقاع، ويستخدم لغة قريبة من الحياة اليومية تحمل حسا نقديا واجتماعيا. فقد أشار الناقد فرناندو مارتينهو إلى أن الديوان يتضمن سمات الحركة مثل "التكرارات التعدادات والقصائد المفتتة"، لكنه يدمجها ضمن بنية منظمة مستمدة من الشعر النيو ريالي، مع استخدام بحور وقوافي تضفي رونقًا تقليديا على المحتوى الحديث

## النقد
تلقی دیوان ربما الفرح لجوزيه ساراماغو إشادات نقدية من مختلف الأوساط الأدبية، وصفه موقع "بوورتو إديتورا" بأنه:
 "عمل شعري مبتكر يجمع بين الضوء والظل، حيث تتداخل الصور البحرية والظلامية بأسلوب شعري مميز. كما أن القصائد تتميز بالحب المعبر عنه بطرق شفافة، مع لمسة من الحزن والمرارة البرتغالية التقليدية. كما يظهر فيها حضور واضح للغة الجسد والإيروسية، مما يضيفي عليه عمقًا عاطفيا"